# Teratura albidisca
Teratura albidisca är en insektsart som beskrevs av Sänger och Brigitte Helfert 1998. Teratura albidisca ingår i släktet Teratura och familjen vårtbitare. Inga underarter finns listade i Catalogue of Life.